# Liste der Kulturdenkmäler in Dickendorf
In der Liste der Kulturdenkmäler in Dickendorf sind alle Kulturdenkmäler der rheinland-pfälzischen Gemeinde Dickendorf aufgelistet. Grundlage ist die Denkmalliste des Landes Rheinland-Pfalz (Stand: 4. Mai 2023).

## Einzeldenkmäler
| Bezeichnung    | Lage                      | Baujahr                  | Beschreibung                                                           | Bild |
| -------------- | ------------------------- | ------------------------ | ---------------------------------------------------------------------- | ---- |
| Backhaus       | Hardtweg ohne Nummer Lage | 1800                     | Backhaus, Bruchstein, angeblich von 1800                               | BW   |
| Quereinhaus    | Hardtweg 2 Lage           | 18. Jahrhundert          | Fachwerk-Quereinhaus, teilweise massiv und verkleidet, 18. Jahrhundert | BW   |
| Quereinhaus    | Talstraße 10 Lage         | 18. Jahrhundert          | Fachwerk-Quereinhaus mit Niederlass, 18. Jahrhundert                   | BW   |
| Kriegerdenkmal | Waldstraße Lage           | 1920er oder 1930er Jahre | Kriegerdenkmal 1914/18, umfriedete Anlage, Brunnenpfeiler und -becken  | BW   |